# Fredrik Forsberg (ishockeyspelare född juni 1996)
Fredrik Curt Roland Forsberg, född 6 juni 1996, är en svensk professionell ishockeyspelare som spelar för HSC Csíkszereda i Erste Liga. Hans moderklubb är Nordia/Bagarmossen HC.